# Корсари: Кожному своє
Корсари: Кожному своє! — Комп'ютерна гра з серії ігор «Корсари», розроблена BlackMark Studio на базі рушія Storm 2.8. Реліз гри відбувся 7 грудня 2012 року. Спочатку розроблялася як неофіційне доповнення до гри Корсари: Місто загублених кораблів, проте пізніше компанія Акелла, що є офіційним дистриб'ютором всіх ігор серії, ухвалила рішення про комерційне видання. З технічної точки зору гра ґрунтується на попередній грі серії — «Корсари: Місто Втрачених кораблів», що викликало критику з приводу застарілої графіки.

## Ігровий процес
Геймплей в загальних рисах традиційний для серії «Корсари»: гравець може займатися піратством, торгівлею, виконанням побічних завдань. Однак з'явилося чимало нововведень: вперше в серії з'явився крафт (створення боєприпасів, магічних артефактів, різного зілля головним героєм), кардинально перероблена система апгрейда кораблів, значні зміни зазнало фехтування, хоча його анімація залишилася колишньою. Відмінною рисою гри є поліваріантність багатьох завдань, в тому числі і сюжетних.

## Персонажі в грі

### Головний герой
Шарль де Мор — французький дворянин, який прибув на Кариби, щоб знайти безвісти зниклого брата. Тут йому належить знайти себе, відкрити нові риси характеру, зіткнутися з брехнею, хитрістю і підступністю, знайти свою любов, пізнати непізнане і подолати всі перешкоди на шляху до поставленої мети.

### Офіцери в команді головного героя
- Тічінгіту — індіанець з племені маскогів. Після вигнання з рідного племені прибув на Кариби, де був спійманий Фадеєм під час спроби обікрасти його будинок. Головний герой може викупити його з в'язниці і взяти до себе в команду. Тічінгіту — єдиний офіцер в грі, який може використовувати мушкет. Його не можна призначити капітаном на захоплене судно. Взяти Тічінгіту до себе в команду можна в ході виконання квесту «Тягар гасконца».

- Лонгвей — китайський пірат, капітан легкої Шебеки «Мейфенг». Довірена особа і виконавець доручень Лукаса Роденбурга. Лонгвея можна взяти в команду при виконанні квесту «Голландський гамбіт», якщо вибрати сторону Голландської Вест-Індської торгової компанії. Є непоганим штурманом для початкового етапу гри.

- Чарлі Кніпель — досвідчений артилерист, який проживає в Сент-Джонс на острові Антигуа. Виконавець доручень англійського капера Флітвуда Річарда. Може приєднатися до головного героя в квесті «Голландський гамбіт», якщо вибрати сторону Річарда Флітвуда (англійська гілка квесту). Є хорошим офіцером-каноніром для початкового етапу гри.

- Еркюль Тонзаг — він же Гастон Лисий — глава таємної організації в Бриджтауні на острові Барбадос. Може приєднатися до головного героя в квесті «Голландський гамбіт», якщо вибрати сторону таємної організації. В інших варіантах квесту гине. Відмінний офіцер-абордажнік і боцман.

- Еллен Мак Артур — прийомна дочка Шона Мак Артура, старого приятеля Яна Свенсона  —  піратського барона Блювельда. Дочка Беатрісс Шарп і пірата Бучера — Лоуренса Белтропа. Носить прізвисько «Румба» за свій енергійний і веселий характер. Знаходиться під покровительством Яна Свенсона. Може приєднатися до головного героя в ході проходження квесту «Піратська сага». Хороший офіцер-абордажнік, штурман і канонір. Елен — одна з двох дівчат, з якими у головного героя можуть зав'язатися романтичні відносини. Саме Елен зображена на обкладинці диска з грою. Від своєї матері отримала в спадок піратський острів Ісла-Тесоро, але чи встигне вона довести, що успадкувала його — залежить від головного героя.

- Мері Каспер — колишня подруга Алана Мілроя, загиблого глави клану нарвалів на Острові Справедливості. Через рудий колір волосся носить прізвисько «Червона Мері». Може приєднатися до головного героя в квесті «Піратська сага» (якщо вибрати варіант «за Мері», в інших випадках квесту гине). Відмінний офіцер-абордажнік. Мері — одна з двох дівчат, з якими у головного героя можуть зав'язатися романтичні відносини.

- Раймонд Бейкер — колишній кат міста Сент-Джонс. Людина, що знає таємницю Лоуренса Белтропа. Приєднується до головного героя як корабельний лікар в квесті «Піратська сага».

- Хьюго Авендел — спившийся мисливець за головами. Приєднується до головного героя як скарбник в побічну квесті «Довгий шлях до шибениці».

### Інші найбільш значимі персонажі
- Мішель де Монпе — зведений брат Шарля де Мора. Мальтійський лицар, досвідчений воїн і впливова людина в Мальтійському ордені і на Карибських островах. Саме на пошуки свого брата головний герой вирушає на Кариби.
- Абат Бенуа — колишній корсар Серж Бенуа, який прийняв постриг. Настоятель церкви Сен-П'єр на Мартиніці. Хороший знайомий Мішеля де Монпе, а пізніше — і Шарля де Мора. Допоможе головному герою вирішити проблеми у відносинах з Іспанією і Голландією.
- Фадей Московит — керуючий факторією на Гваделупі. Близький друг губернатора і важлива на Гваделупі особа. Як відшкодування боргу братові головного героя віддає Шарлю дагу «Кіготь вождя», що володіє, за його запевненням, таємними властивостями. По ходу розвитку сюжету Шарлю ще належить це перевірити. Допоможе головному герою помиритися з Англією і Францією. В якійсь мірі Фадей продовжує традицію появи в іграх серії російських персонажів.
- Річард Флітвуд — англійський капер, пов'язаний з англійської військовою розвідкою. Капітан патрульного брига «Валькірія». Регулярно нападає на кораблі Голландської Вест-Індської компанії.
- Лукас Роденбург — віце-директор Голландської Вест-Індської компанії. Впливова людина, друга особа після губернатора.
- Джон Мердок — він же Йохан ван Мердов, аптекар в Сент-Джонс на Антигуа. Раніше був найбільш довіреною агентом з особливих доручень Лукаса Роденбурга.
- Абігайль Шнеур — єврейська біженка. Наречена Річарда Флітвуда або Лукаса Роденбурга, в залежності від обраної гравцем гілки проходження квесту.
- Джино Гвінейлі — вчений-алхімік, який проживає в будинку аптекаря на Антигуа. Вчить головного героя основам алхімії, допомагає йому запам'ятати латинські крилаті фрази, для того щоб Шарль не виглядав безглуздо перед своїм зведеним братом.
- Стівен «Акула» Додсон — один з впливових людей в Береговому братерстві, з розвитком сюжету стає його лідером. Молодість Стівена пройшла на напівміфічному Острові Справедливості, де він і знайшов притулок у важку пору свого життя.
- Ян Свенсон — піратський барон Західного Мейну, прозваний іспанцями Лісовим Дияволом. Покровитель Елен Мак Артур.
- Натаніель Хоук — піратський барон Марун-Тауна на Ямайці, повалений Джекманом. У минулому — легендарний авантюрист і корсар, який працював на англійської губернатора острова Редмонд Роберта Сайлхарда, а пізніше виступив проти свого керівника в справі пошуку скарбів інків. Переможець корабля-примари. Головний герой гри Пірати Карибського моря.
- Даніель Хоук — дружина Натаніеля Хоука і його вірний соратник. Переживши чимало пригод в молодості, сімейна пара Хоуків зайняла гідне становище в Береговому братерстві. Але спокійне життя піратського барона і його дружини перервалася, і тепер від головного героя залежить — повернуться вони на своє законне місце в Марун-Тауні чи ні.
- Захарія Марлоу — піратський барон Пуерто-Принсіпі на Кубі. Розлючений протестант і борець за віру. За своє релігійне завзяття отримав прізвисько Чорний Пастор. Доручає головному герою привезти йому книгу «Молот відьом» в англійському перекладі.
- Маркус Тіракс — піратський барон Ла Веги на острові Еспаньйола.
- Жак Барбазон — піратський барон Ле Франсуа на Мартиніці. Хитрий і лукавих людей, часто робить заступництво молодим піратів, переслідуючи власні цілі. Прагне в першу чергу до власного збагачення.
- Якоб Джекман — піратський барон Марун-Тауна на Ямайці. Жорстокий і хитромудрий чоловік, колишній старпом на кораблі капітана Бучера — Лоуренса Белтропа. Обманом скинув Натаніеля Хауке і захопив владу Марун-Тауні. Один з антагоністів гри.
- Зміїне Око — шаман племені міскіто на Західному Мейні. Прибув з Дикого Заходу 1783 року.
- Чад Каппер — людина з команди Акули Додсона, тепер — тюремник на Острові Справедливості.
- Едвард Блек — лідер клану рівадос — нащадків африканських рабів, які живуть на Острові Справедливості.
- Дональд Грінспен — лідер клану нарвалів на Острові Справедливості, наступник загиблого Алана Мілроя.
- Оле Крістіансен — він же Білий Хлопчик — добрий і дивакуватий юнак, подорослішав тілом, але не розумом. Допомагає Натаніель Хоуку і головному герою. Спритний крисолов (цю його здатність головний герой може використовувати, взявши Оле пасажиром на свій корабель).
- Альберт Локсли — спритний і досвідчений адвокат, що живе в Порт-Ройялі на Ямайці. При необхідності допоможе головному герою помиритися з усіма державами.
- Франсуа Левассер — губернатор острова Тортуга. Гугенот і покровитель протестантської релігії на Карибах. У минулому зміцнився на Тортузі за дорученням Філіпа де Пуансо, але з часом перестав підкорятися своєму начальнику. Під його владою Тортуга стала гніздом піратів.
- батько Вінсент — іспанський головний інквізитор на Карибах. Допомагає головному герою розгадати загадки індіанців-майя, дає йому цінні вказівки.
- Дієго де Монтойя — іспанський дворянин, довірена особа і права рука барона де Мендоси-і-Ріба, його агент з особливо важливих доручень.
- Вільям Патерсон — англійський капітан, командир фрегата «Фортуна». Жорстокий, розважливий і цинічний чоловік, що не зупиняється ні перед чим заради досягнення своїх цілей.
- Майстер Алексус — геній кораблебудівного мистецтва, господар верфі в Шарптауне на Ісла-Тесоро. Займається капітальним ремонтом кораблів — крім нього, жоден кораблебудівник на архіпелазі не може цього зробити.

## Цікаві факти
- Black Mark Studio — фанатська команда, яка розробила раніше неофіційний додаток «Adventure Tales» до гри Корсари: Місто загублених кораблів.
- Розроблювачами були створені три повноцінні сюжетні лінії для трьох головних героїв — Шарля де Мору, Вільяма Патерсона й Дієго де Монтої, які повинні були розкривати основний сюжет гри з різних сторін. Однак з різних причин у першому Випуску світло побачила тільки сюжетна лінія Шарля де Мору.
- У грі з'являються багато персонажів попередніх ігор серії — Натаніель і Даніель Хаукі, Якоб Джекман, Чад Капер, Майстер Алексус. Багато персонажів гри є реальними історичними особами або мають історичних прототипів — наприклад, Филип де Пуансі, Франсуа Левасер, Вільям Патерсон, Дієго де Монтойя, Якоб Джекман (або Якоб Факман).
- В іменах багатьох персонажів зашифровані прізвиська розроблювачів ігор серії, а також деяких активних фанатів.
- Уперше за історію серії як розповсюджувач гри виступив сервіс Steam.